# Ниари
Ниари (фр. Niari) — один из департаментов Республики Конго. Расположен на юго-западе страны. Административный центр департамента — город Лубомо.
На севере и северо-западе граничит с Габоном, на юго-западе с департаментом Куилу, на юго-востоке с департаментом Буэнза, на востоке с департаментом Лекуму.
Название департамента происходит от реки Ниари, которая в нижнем течении называется Куилу.

## Административное деление
Департамент Ниари состоит из 14 округов (дистриктов):
- Банда (6910 человек)
- Дивени (13 549 человек)
- Кибангу (17 928 человек)
- Кимонго (19 578 человек)
- Лондела-Кайе (8150 человек)
- Луваку (13 408 человек)
- Мбинда (4783 человек)
- Макабана (14 164 человек)
- Северный Мунгунду (1385 человек)
- Южный Мунгунду (5703 человек)
- Мутамба (10 385 человек)
- Майоко (5147 человек)
- Ньянга (9340 человек)
- Яя (3805 человек)